# Port lotniczy Colonia-Laguna de Los Patos
Port lotniczy Colonia-Laguna de Los Patos (hiszp. Aeropuerto Colonia-Laguna de Los Patos) – jeden z urugwajskich portów lotniczych. Mieści się w mieście Colonia del Sacramento.